# Аодо Дэндзэн
Аодо Дэндзэн (яп. 亜欧堂田善 Ао:до: Дэндзэн, 1748 — 25 июня 1822) — японский художник западного стиля, мастер медной гравюры второй половины периода Эдо.

## Биография
Настоящее имя художника — Нагата Дзэнкити (яп. 永田善吉). От сокращения этого имени был образован псевдоним — Дэндзэн (яп. 田善). Мастер использовал также имена Кадай (яп. 可大), позднее — Датю (яп. 太仲).
Аодо Дэндзэн родился в 1748 году в городе Сукагава в семье синильщиков — ремесленников по красителю индиго. Дэндзэн обучался основам рисования у Гэссэна из провинции Исэ. Изучал технику рисования маслом в европейском стиле под руководством Тани Бунтё.
В возрасте 49 лет стал официальным художником Мацудайры Саданобу, правителя Сиракава-хана. Дэндзэн путешествовал в Нагасаки, где изучал искусство медной гравюры у голландских мастеров. Дэндзэн воплотил полученные от европейцев знания в карте мира — «Карта десяти тысяч стран» (яп. 万国図), которую поднёс своему сюзерену Саданобу. За заслуги тот пожаловал ему имя Аодо.
Художник умер 25 июня 1822 года.
Аодо Дэндзэн оставил после себя немало известных произведений. Среди них картина «Район Рёгоку» (両国図), ширма «Пейзаж горы Асамаяма» (間山真景図屏風) и другие.

## Галерея

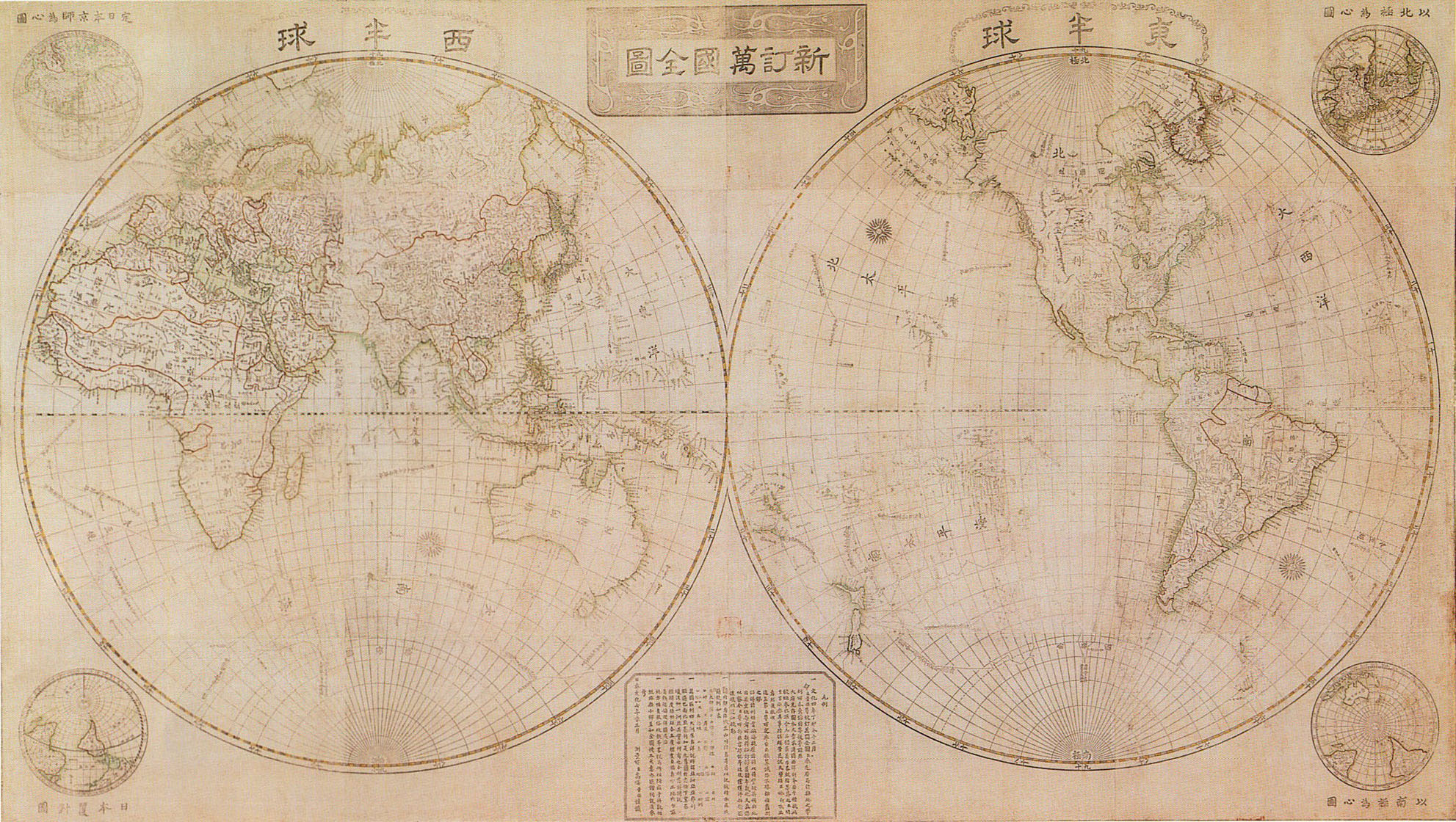
«Карта десяти тысяч стран»
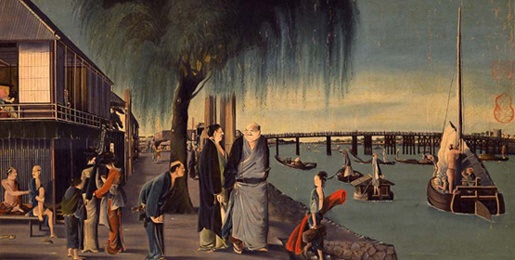
«Район Рёгоку»
«Пейзаж горы Асамаяма»